# Svensk pop (musikgrupp)
Svensk Pop är en popgrupp från Henriksdalsberget, Nacka i Stockholms län. Gruppen bildades 1997 av de två kompisarna Nils "Nippe Svensk" Andersson och Mattias "Qvarre Pop" Qvarsell, och har sedan dess utökats, så att den idag består av fem medlemmar. Den har enligt egen utsago frivilligt avstått från kontrakt med något etablerat skivbolag, och ger därför ut sina skivor på det egna märket Mandarin.
Två av gruppens låtar har blivit särskilt uppmärksammade. I Prinsessan Madeleine pekades titelpersonen ut som kokainmissbrukare, vilket ledde till upprörda kommentarer från hovet. Hon bor i Farsta, som handlar om en kille i Hässelby gård som inte kan träffa sin flickvän för att han inte har råd med SL:s månadskort, släpptes som singel i samarbete med Planka.nu i protest mot att kortpriset höjdes från 500 till 600 kr. I samband med detta genomförde gruppen en spelning på varje tunnelbanestation mellan Farsta och Hässelby gård.

## Bandmedlemmar
- Nippe Svensk (sång)
- Qvarre Pop (akustisk gitarr och sång)
- Fantomen (trummor)
- Björn-Anderz (piano och sång)
- Katten Skogman (bas)

Tidigare medlemmar
- Gynter Schlecht (elgitarr och munspel) avliden
- Frippe Frisk (bas)
- Jarl Kålbry (bas)
- JJ Fett (bas)

## Diskografi
- Svensk pop (1999)
- Flickor & kärlek (2000)
- På väg utför (2001)
- Den stora paraden (2003)
- (Det här är kanske) Sista sommaren (EP, 2005)
- Detta var oerhört (2006)
- Svensk Pops barnskiva (2019) (under nytt bandnamn: KumQvatz)